# Новая Деревня (Пушкино)
Но́вая Дере́вня — микрорайон города Пушкино Московской области. До включения в 2003 году в черту города — село Новая Деревня.

## Расположение
Микрорайон Новая Деревня расположен на старой трассе Ярославского шоссе, окружённый микрорайонами «Дзержинец» (с юга), «О’Пушкино» (с запада), «Новое Пушкино» (с севера).
В непосредственной близости расположен Всероссийский научно-исследовательский институт лесоводства и механизации лесного хозяйства (ФГУ «ВНИИЛМ»).

### Улицы

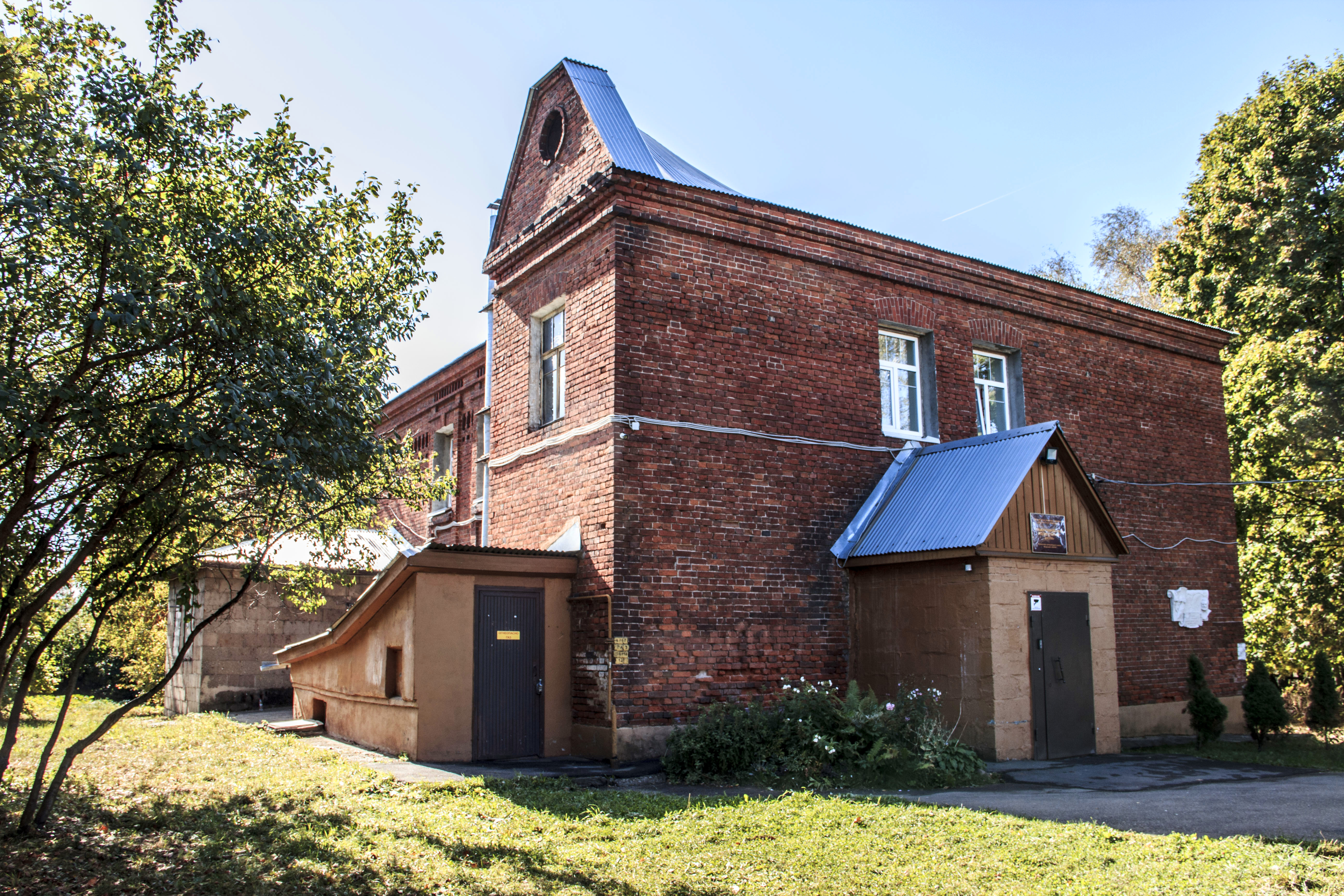
Здание детской художественной (бывшей земской) школы в Новой Деревне

| - ул. Кирова, - ул. Колхозная, | - ул. Набережная, - ул. Центральная. |

## Учреждения
- МБОУ ДОД «Пушкинская детская художественная школа».

## Транспорт
Через микрорайон проходит маршрут следующих автобусов и микроавтобусов:
- 24 ст. Пушкино — п. Лесной (только в направлении от посёлка)
- 28 ст. Пушкино — д. Костино
- 6 ст. Пушкино — пл. Правда
- 14 ст. Пушкино — мкр. Заветы Ильича
- 35 ст. Пушкино — п. Лесной
- 52 ст. Пушкино — ст. Софрино-1
- 16к ст. Пушкино — мкр. Новое Пушкино

## Достопримечательности
В микрорайоне располагается объект культурного наследия — Церковь Сретения Господня, а в его окрестностях — Ново-Деревенское кладбище. Рядом с церковью находится могила известного проповедника и богослова протоиерея А. В. Меня (1935—1990), долгие годы служившего в храме.